# Urbana (Illinois)
Urbana je grad u američkoj saveznoj državi Ilinois. Prema popisu stanovništva iz 2010. u njemu je živjelo 41.250 stanovnika.